# Flashbacks
Flashbacks è un singolo della cantante rumena Inna, pubblicato il 4 dicembre 2020 come primo estratto dal settimo album in studio Heartbreaker.

## Video musicale
Il video musicale, reso disponibile il 26 febbraio 2021, è stato girato a Dubai negli Emirati Arabi Uniti.

## Tracce
Testi e musiche di Elena Alexandra Apostoleanu, Alexandru Cotoi, David Ciente, Luisa Luca, Marcel Botezan e Sebastian Barac.
Download digitale, streaming
1. Flashbacks – 2:57

Download digitale, streaming – Robert Cristian Remix
1. Flashbacks (Robert Cristian Remix) – 3:13

Download digitale, streaming – Syde x Nvrmind Remix
1. Flashbacks (Syde x Nvrmind Remix) – 3:23

Download digitale, streaming – Nomad Digital Remix
1. Flashbacks (Nomad Digital Remix) – 3:31

Download digitale, streaming – Maesic Remix
1. Flashbacks (Maesic Remix) – 2:33

Download digitale, streaming – DJ Tuncay Albayrak Remix
1. Flashbacks (DJ Tuncay Albayrak Remix) – 2:54

## Classifiche

### Classifiche settimanali
| Classifica (2021-23) | Posizione massima |
| -------------------- | ----------------- |
| Bielorussia          | 82                |
| Bulgaria             | 7                 |
| Kazakistan           | 76                |
| Moldavia             | 62                |
| Romania              | 4                 |
| Russia               | 1                 |
| Ucraina              | 2                 |

### Classifiche di fine anno
| Classifica (2021) | Posizione |
| ----------------- | --------- |
| Russia            | 3         |
| Ucraina           | 3         |
| Classifica (2022) | Posizione |
| Russia            | 198       |
| Ucraina           | 58        |
| Classifica (2023) | Posizione |
| Bielorussia       | 177       |
| Kazakistan        | 161       |
| Ucraina           | 171       |

### Classifiche di fine decennio
| Classifica (2020-29) | Posizione |
| -------------------- | --------- |
| Bielorussia          | 21        |
| Kazakistan           | 29        |
| Russia               | 32        |
| Ucraina              | 25        |

## Date di pubblicazione
| Paese  | Data            | Formato                      | Etichetta | Nota   |
| ------ | --------------- | ---------------------------- | --------- | ------ |
| Mondo  | 4 dicembre 2020 | Download digitale, streaming | Global    | [ 17 ] |
| Italia | 19 marzo 2021   | Contemporary hit radio       | CDF       | [ 18 ] |